# Józef Szymon Kurowski
Józef Szymon Kurowski (ur. 1809, zm. 2 września 1851 w Krakowie) – polski artysta malarz, litograf.
Studiował w krakowskiej Szkole Sztuk Pięknych. W powstaniu listopadowym podoficer 1 pułku krakusów, 7 sierpnia 1831 był podporucznikiem w sztabie Naczelnego Wodza, 4 października 1831 awansowany na stopień porucznika, otrzymał krzyż złoty Virtuti Militari nr 2519 Przybył do Francji w kwietniu 1832 i zamieszkał w Paryżu. Podpisał akt założenia Legionu Mickiewicza. W listopadzie 1842 wyjechał do Włoch dla poratowania zdrowia. W latach 1842–1850 mieszkał w Rzymie. Ożeniony był z Emilią Witikind. W 1850 powrócił do kraju i zamieszkał w Krakowie, pochowany został na cmentarzu Rakowickim.
Próbował sił w malarstwie religijnym, sportretował też m.in. papieży Grzegorza XVI i Piusa IX. Zyskał uznanie malując portrety oraz tworząc ilustracje do książek polskich pisarzy emigracyjnych. Jego litografie spotykamy w dziełach: J. Staszewicza, L. Chodźki, J.K. Wilczyńskiego.

## Portrety autorstwa malarza
- Portret R. Januszkiewicza
- Portret Michała Czajkowskiego
- Portret Adama Mickiewicza
- Portret Karola Kniaziewicza
- Portret Klaudyny Potockiej
- Portret Juliusza Słowackiego

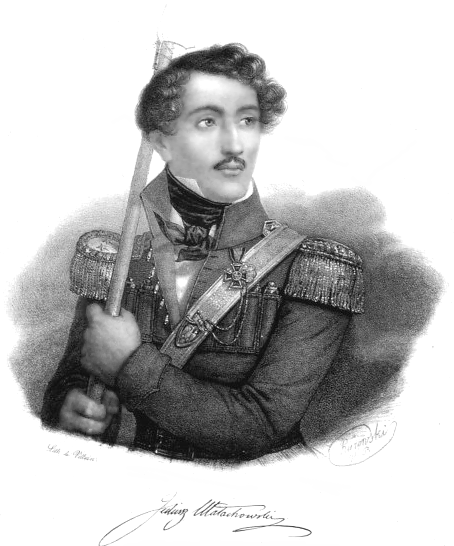
Portret Juliusza Małachowskiego autorstwa Józefa Szymona Kurowskiego

Do prac autorstwa Józefa Szymona Kurowskiego nawiązywali następnie w swoich dziełach tacy rytownicy jak: Branche i James Hopwood.